# 昂古萊姆的讓娜
昂古萊姆的讓娜（法語：Jeanne d'Angoulême，約1490年—1538年），塞納河畔巴爾女伯爵，昂古萊姆伯爵查理的私生女、法國國王法蘭索瓦一世同父異母的姐姐。

## 家庭
讓娜的丈夫是若望四世·德·隆維（Jean IV de Longwy），兩人共有兩個女兒：
1. 法蘭索瓦絲（1510年—1561年）
2. 賈桂琳（1520年—1561年）